# Titanic II (Schiff)
Die Titanic II ist ein geplantes Kreuzfahrtschiff, das nach Vorbild der 1912 untergegangenen Titanic gestaltet werden soll.

## Geschichte

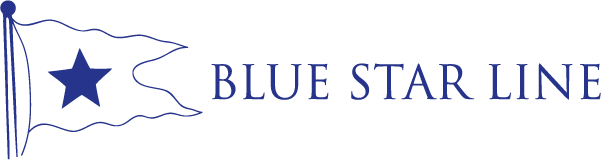
Logo der Blue Star Line

Das Schiff sollte für die Reederei Blue Star Line im Besitz des australischen Milliardärs Clive Palmer gebaut werden. Als Chefdesigner wurde Markku Kanerva ernannt. Den Projektierungsauftrag erhielt die finnische Gesellschaft Deltamarin. Erste Schleppversuche und Eigenantriebsversuche eines 9,3 m langen Modells wurden im September 2013 bei der Hamburgischen Schiffbau-Versuchsanstalt durchgeführt. Die Kosten der Titanic II wurden auf 500 Millionen US-Dollar geschätzt. Der Auftrag sollte 2013 an die Werft CSC Jinling in Nanjing vergeben werden.
Nachdem die chinesische Werft CSC Jinling Shipyard bereits mit dem Bau beauftragt wurde und in der Hamburgischen Schiffbau-Versuchsanstalt bereits Strömungs-Studien mit einem 9,30-Meter-Modell durchgeführt wurden, wurde das Projekt zwischenzeitlich wegen finanzieller Schwierigkeiten nicht weiter verfolgt.
Ende September 2018 teilte Clive Palmer mit, dass das Projekt zum Nachbau der Titanic wieder aufgenommen würde. Demnach sollte das Schiff 2022 in Dienst gestellt werden. Nach ersten Reisen nach Dubai und von dort nach Southampton soll das Schiff in den Sommermonaten auf der Strecke Southampton – New York und in der übrigen Zeit für weltweite Kreuzfahrten eingesetzt werden.
Dennoch wurde das Projekt anschließend aufgrund von fehlenden weiteren Investoren und aufgrund der weltweiten COVID-19-Pandemie vorübergehend abgebrochen. Im März 2024 verkündete Palmer, ohne dabei eine Werft zu nennen, dass er die Titanic II ab Anfang 2025 bauen lassen will und die Jungfernfahrt im Juni 2027 erfolgten und diese dieselbe Strecke haben soll, wie die erste und einzige des Originals, vom britischen Southampton nach New York City. Für den Bau veranschlagt Palmer Kosten zwischen 500 Millionen und einer Milliarde Australische Dollar (300 bis 600 Millionen Euro). Er sagt, er habe genug Geld und sei nicht auf Investoren angewiesen, sondern könne gleich mehrere Exemplare des Schiffes bauen, wenn er wolle.

## Vergleich zurRMS Titanic
„Es wird das sicherste Kreuzfahrtschiff der Welt werden.“

Die Titanic II soll der RMS Titanic großteils gleichen, Palmer hat jedoch Unterschiede zum Vorbildschiff angekündigt: Es soll ein Casino eingebaut werden, sowie Klimaanlagen und Stabilisatoren. Der Pool und das Türkische Bad sollen übernommen werden.
Die Titanic II soll für eine bessere Stabilität vier Meter breiter als das Original werden. Die beiden vorderen Schornsteine sind als Attrappen geplant und sollen Aussichtsgalerien beinhalten. Das vorhandene Steuerruder ist lediglich als Attrappe vorgesehen. Die Höchstgeschwindigkeit soll etwa 23 kn betragen.
Das Schiff soll 2345 Passagiere in 835 Kabinen transportieren können.

## Reaktionen
Am Schiffsprojekt beteiligten sich unter anderem ein Nachkomme des Direktors der White Star Line, Bruce Ismay und die Urenkelin der Titanic-Überlebenden Molly Brown. Nachdem Ismay die Titanic II bereits am 30. April 2012 ankündigte, lagen die Ticketanfragen zur Jungfernfahrt zehn Monate später bereits bei 40.000, wobei 16 Menschen rund eine Million US-Dollar zu zahlen anboten. Pat Lacey, Urgroßnichte des Kapitäns Edward John Smith, hielt die Pläne für respektlos gegenüber den Opfern.